# 계량화학
계량화학(計量化學, Chemometrics)은 데이터 구동 수단을 통해 화학계로부터 정보를 추출해내는 학문이다. 계량화학은 본질적으로 여러 학문 분야가 관계되어 있는데, 다변량통계, 응용수학, 컴퓨터 과학과 같은 데이터 분석과 관련한 수단을 이용하여 화학, 생화학, 의학, 생물학, 화학공학의 문제점들을 기술한다.